# Augusto Talamona
Augusto Talamona (Vedano Olona, 11 aprile 1920 – Roma, 6 luglio 1980) è stato un politico italiano.

## Biografia
Eletto nelle file del Partito Socialista Italiano dalla VI all'VIII legislatura, morì nel corso di quest'ultima venendo sostituito da Armando Da Roit.